# Stefan Brzeziński
Stefan Brzeziński ps. Wojciech Kamiński (ur. 20 marca 1902 w Gostyczynie, zm. 26 lutego 1963 w Poznaniu) – polski działacz związkowy i polityk, prezes Stronnictwa Pracy (1947–1949), wojewoda poznański (1946–1950) i poseł w latach 1945–1952 oraz 1957–1961 (do Krajowej Rady Narodowej, na Sejm Ustawodawczy oraz na Sejm PRL II kadencji).

## Życiorys
Urodził się w rodzinie robotniczej, uzyskał wykształcenie podstawowe. W działalność polityczną zaangażował się w 1920 wstępując do NPR. Pracował jako robotnik rolny i przemysłowy, był również działaczem związkowym. Od lipca 1936 do września 1939 pełnił obowiązki sekretarza Zarządu Głównego Związku Robotników i Rzemieślników Zjednoczenia Zawodowego Polskiego, który w 1937 zgłosił akces do Stronnictwa Pracy. Zasiadał w Radzie Naczelnej SP (1937–1939).
W czasie II wojny światowej działał w podziemiu, był przez krótki okres reprezentantem SP przy pełnomocniku rządu na uchodźstwie na ziemiach włączonych do III Rzeszy (1940–1941). Był emisariuszem Biura Zachodniego Delegatury Rządu na Kraj w latach 1942–1943. Pełnił obowiązki prezesa partii w województwie poznańskim. W lutym 1943 został wykluczony z SP przez grupę związaną z Karolem Popielem. W tym samym roku zakładał Stronnictwo Zrywu Narodowego, którego został sekretarzem generalnym. Był również kierownikiem organizacji „Zryw” oraz redaktorem i organizatorem kolportażu dwutygodnika o takiej samej nazwie. SZN na konferencji w Milanówku w 1944 opowiedziało się za uznaniem PKWN i podjęciem współpracy z PPR.
W latach 1945–1946 pełnił obowiązki wicewojewody poznańskiego, zastępcy Feliksa Widy-Wirskiego. Od listopada 1945 do sierpnia 1946 był sekretarzem Zarządu Głównego SP, by w sierpniu 1946 objąć funkcję sekretarza generalnego partii (do grudnia tego roku). W tym samym miesiącu został przez Edwarda Osóbkę-Morawskiego mianowany wojewodą obejmując stanowisko zwolnione przez partyjnego kolegę. Na przełomie 1946 i 1947 był wiceprezesem ZG SP, a od maja 1947 do lutego 1949 pełnił obowiązki prezesa partii. W 1947 popadł konflikt z Feliksem Widy-Wirskim na tle stosunku do Kościoła katolickiego. Po objęciu prezesury bezskutecznie próbował usunąć Wirskiego z partii. W lutym 1949 sam został odsunięty od władzy w SP przez grupę opozycjonistów, od tego czasu sprawował urząd przewodniczącego Rady Naczelnej Stronnictwa (do lipca 1950). W styczniu 1950 został na krótko wyrzucony z ugrupowania.
W grudniu 1945 uzyskał mandat posła do Krajowej Rady Narodowej. Ponad rok później wybrano go na posła na Sejm Ustawodawczy, w którym pełnił obowiązki przewodniczącego Komisji Wyznaniowej i Narodowościowej (jedyne stanowisko przewidziane dla SP, 1947–1949) oraz Klubu Poselskiego SP (1949–1950). Po likwidacji partii przeszedł do Stronnictwa Demokratycznego, gdzie był m.in. wiceprzewodniczącym Rady Naczelnej (1950–1954), a później również członkiem CK (1958–1961). Po odwilży październikowej powrócił do Sejmu, będąc w latach 1957–1961 posłem z ramienia SD.
Od 1950 pracował jako wicedyrektor Państwowego Instytutu Naukowego Leczniczych Surowców Roślinnych w Poznaniu. Trzy lata później zamienił to stanowisko na prezesurę w Poznańskich Zakładach Terenowych Przemysłu Materiałów Budowlanych, którą sprawował do śmierci. Został pochowany na cmentarzu Górczyńskim w Poznaniu.

## Odznaczenia
- Krzyż Komandorski Orderu Odrodzenia Polski[3]
- Złoty Krzyż Zasługi (1946)[4]